# XD-Picture Card

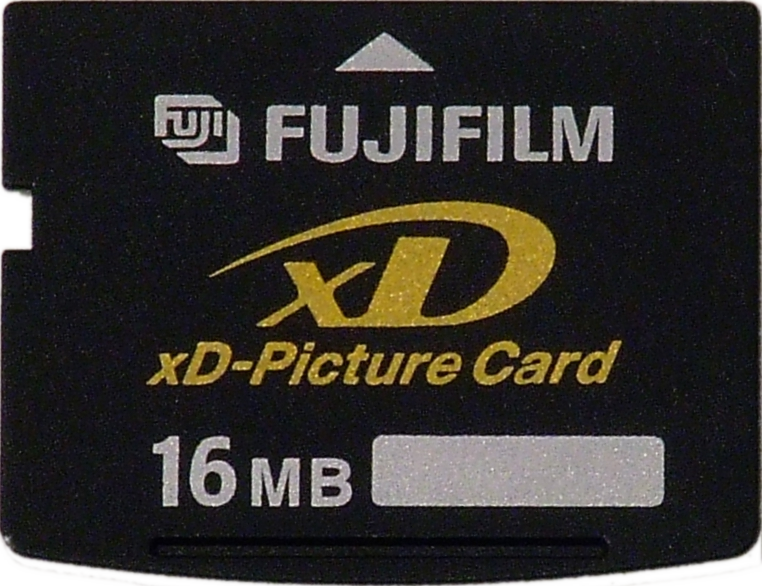
Fujifilm xD-Picture Card 16 MB

xD-Picture Card — формат карт флеш-пам'яті, був представлений в четвертому кварталі 2002 року і швидко набув популярності завдяки численності моделей цифрових камер Olympus, Fuji і інших, що використовують цей формат. Корпорації Toshiba і Samsung Electronics займаються виробництвом карт пам'яті для Olympus і Fujifilm. Карти пам'яті xD також випускають інші бренди, такі як Kodak, SanDisk і Lexar. На 2008 рік максимальний обсяг карт пам'яті xD — 2 GB. Розміри карти xD 20 мм × 25 мм × 1.78 мм, вага — 2,8 гр.
Основна відмінність xD від більшості інших карт пам'яті — це відсутність контролера на самій карті. З цієї причини карти xD мають маленький розмір і невисокі швидкісні показники. Основними апологетами цього стандарту є компанії Olympus і Fuji, що застосовують ці карти в своїх цифрових фотоапаратах. Особливих переваг перед поширенішими картами SD (Secure Digital), у них немає. Вартість xD-карт в середньому удвічі більше вартості SD-карт одного і того ж обсягу.

## Типи M і H карт пам'яті xD Picture Card
Оригінальні карти пам'яті xD Picture Card були доступні в обсязі від 16 MB до 512 MB. Карти пам'яті типа M, випущені в лютому 2005 року, використовують MLC (Multi Level Cell) архітектуру, щоб досягти теоретичного максимуму в 8 GB. Карти пам'яті типа M доступні в обсязі від 256 MB до 2 GB, проте карти пам'яті типа M страждають від меншої швидкості читання-запису, ніж оригінальні карти.
Карти пам'яті типа H, вперше випущені в 2005 році, пропонують вищі швидкості читання/запису, чим карти пам'яті типу М (теоретично швидше в 3 рази). Зараз карти пам'яті типа H доступні в обсязі від 256 Мбайт до 2 Гбайт. Olympus стверджує, що їхні xD карти типа H підтримують спеціальні ефекти картинок, які можна використовувати в деяких камерах Olympus. Також карти пам'яті типа H потрібні в останніх моделях, щоб записувати відео в роздільності 640х480 з частотою зміни кадрів 30 кадрів/сек.
Через зміни в архітектурі зберігання інформації, нові карти пам'яті типа M і H можуть бути не сумісними із старішими камерами (особливо при записі відео). Нові карти пам'яті також не сумісні з деякими читачами карт.
Швидкість запису звичайних xD карт пам'яті обсягом від 64 MB до 512 MB становить близько 3 MB/с і близько 5 MB/с — швидкість читання. Швидкість запису xD карт пам'яті типа M становить близько 2.5 MB/с і близько 4 MB/с — швидкість читання. Швидкість запису xD карт пам'яті типа 
H становить близько 4 MB/с і близько 5 MB/с — швидкість читання.

## Теоретична швидкість передачі
Світлини та відео можуть бути перенесені з XD карти цифрової камери на персональний комп'ютер або підключенням камери до ПК (через USB-кабель) чи IEEE 1394, або потрібно видалити карту з камери і вставити її до кард-рідеру. В обох випадках комп'ютер бачить карту, як запам'ятовуючий пристрій, що містить файли зображень, хоча програмне забезпечення може змінити це представлення. Кард-рідери можуть бути інтегровані в комп'ютер або підключені через кабель. Адаптери можуть дозволити підключити XD Picture Card до інших зчитувачів (а в деяких випадках до інших камер), таких як PC Card, паралельний порт (англ. parallel port), CompactFlash і SmartMedia.
| Тип      | Швидкість запису (МБ/сек) | Швидкість читання (МБ/сек) | Обсяг | Обсяг | Обсяг | Обсяг  | Обсяг  | Обсяг  | Обсяг | Обсяг |
| -------- | ------------------------- | -------------------------- | ----- | ----- | ----- | ------ | ------ | ------ | ----- | ----- |
| Тип      | Швидкість запису (МБ/сек) | Швидкість читання (МБ/сек) | 16 МБ | 32 МБ | 64 МБ | 128 МБ | 256 МБ | 512 МБ | 1 ГБ  | 2 ГБ  |
| Standard | 1.3                       | 5                          | Так   | Так   | Ні    | Ні     | Ні     | Ні     | Ні    | Ні    |
| Standard | 3                         | 5                          | Ні    | Ні    | Так   | Так    | Так    | Так    | Ні    | Ні    |
| M        | 2.5                       | 4                          | Ні    | Ні    | Ні    | Ні     | Так    | Так    | Так   | Так   |
| H        | 4                         | 5                          | Ні    | Ні    | Ні    | Ні     | Так    | Так    | Так   | Так   |
| M+       | 3.75                      | 6                          | Ні    | Ні    | Ні    | Ні     | Ні     | Ні     | Так   | Так   |

## Порівняння з конкуруючими форматами
Станом на 2010 рік, XD-формат застарів і не розвивається. Раніше він конкурував в першу чергу з картами Secure Digital (SD), CompactFlash (CF) і картами пам'яті від Sony Memory Stick.